# Neil Webb
Neil Webb (Reading, 30 luglio 1963) è un allenatore di calcio ed ex calciatore inglese, di ruolo centrocampista.

## Carriera

### Club
Centrocampista con il vizio del gol. Cresce e debutta nel Reading nel 1980; due anni più tardi viene ingaggiato dal Portsmouth, con il quale segna 34 reti su 123 partite di campionato in tre stagioni. 
Nel 1985 passa al Nottingham Forest, dove resta per quattro anni in cui segna 47 gol in 146 partite. Nel 1989 approda al Manchester United dove vince la FA Cup nel 1990 e poi la Coppa delle Coppe 1990-1991.
Nel 1992 torna al Nottingham Forest che successivamente lo cede a formazioni militanti nelle categorie inferiori, dove chiuderà la carriera a 34 anni.

### Nazionale
Dopo alcune apparizioni con le Nazionali giovanili, ha debuttato nella Nazionale maggiore inglese nel 1987. Ha fatto parte della spedizione agli Europei del 1988, ai Mondiali del 1990 ed agli Europei del 1992. Complessivamente ha segnato 4 reti in 26 partite.

## Palmarès

### Giocatore

#### Competizioni nazionali
- Coppa d'Inghilterra: 1

Manchester United: 1989-1990

#### Competizioni internazionali
- Coppa delle Coppe: 1

Manchester United: 1990-1991
- Supercoppa UEFA: 1

Manchester United: 1991